# Pithecellobium discolor
Pithecellobium discolor är en ärtväxtart som beskrevs av Nathaniel Lord Britton. Pithecellobium discolor ingår i släktet Pithecellobium och familjen ärtväxter. Inga underarter finns listade i Catalogue of Life.